# ديفيد سينيور
ديفيد سينيور (بالإنجليزية: David Senior)‏ هو مساعد سائق ‏ بريطاني، ولد في 31 مارس 1964.